# Altanius orlovi
Altanius orlovi és una espècie extinta de primat basal, possiblement de la família dels omòmids, que visqué a l'Àsia oriental durant l'Eocè inferior, fa entre 48,6 i 55,8 milions d'anys. Se n'han trobat restes fòssils a la província mongola d'Ömnögovi. Es tracta de l'única espècie del gènere Altanius. El que dificulta la seva classificació taxonòmica no és la manca de material fòssil, puix que se'n coneix la major part tant del maxil·lar superior com de l'inferior, sinó els seus caràcters extremament primitius, com ara la fórmula dental {\displaystyle {\tfrac {2.1.4.3}{2.1.4.3}}}. El nom genèric Altanius es refereix a la muntanya d'Altan Ula, mentre que el nom específic orlovi fou elegit en honor del paleontòleg soviètic Iuri Orlov.